# Роберт Левандовський
Ро́берт Левандо́вський, також Ро́берт Левандо́вські (21 серпня 1988 , Варшава ) — польський футболіст, нападник іспанського клубу «Барселона» та капітан збірної Польщі. Найкращий бомбардир за один сезон в історії Бундесліги та «Баварії» (41 гол), претендент на входження до списку футболістів, що забили понад 500 голів за клуб і національну збірну. Найкращий футболіст світу 2020 та 2021 років за версією ФІФА.
Найкращий бомбардир 2021 року за версією «France Football».
З 2008 року у складі збірної Польщі зіграв понад 144 матчі і взяв участь у фінальних частинах Євро-2012, Євро-2016, ЧС-2018, Євро-2020 та ЧС-2022. Маючи на своєму рахунку 81 гол у міжнародних матчах, Левандовський є найкращим в історії бомбардиром збірної. 2015 року виграв премію найкращих бомбардирів світу IFFHS. Його вісім разів визнавали польським гравцем року.
2020 року Левандовський виграв нагороду найкращий футбольний гравець світу за версією ФІФА серед чоловіків та нагороду найкращого гравця року УЄФА. Він був одним з основних кандидатів на здобуття Золотого м'яча 2020, але того року нагороду не вручали через те, що сезон перервав коронавірус. Нападника тричі включали до складу команди сезону Ліги чемпіонів УЄФА, і він є третій найкращий бомбардир в історії турніру. Чотири рази його визнавали гравцем сезону в бундеслізі. У Бундеслізі Роберт забив понад 250 голів, досягнувши 100 голів швидше, ніж будь-який інший іноземний гравець, і є провідним бомбардиром усіх часів ліги за весь час. Більше того, він шість разів отримав Премію найкращого бомбардира Бундесліги. Нагороджений чотирма рекордами Гіннеса за найшвидше забиття п'яти голів у великій європейській футбольній лізі, після того, як забив 5 голів за дев'ять хвилин у грі проти «Вольфсбурга» у 2015 році.

## Клубна кар'єра

### Початок кар'єри
Вихованець футбольної школи клубу «Легія».

### «Зніч»
У дорослому футболі дебютував 2006 року виступами за команду клубу «Зніч» (Прушкув), в якій провів два сезони, взявши участь у 62 матчах чемпіонату. Більшість часу, проведеного у складі прушкувського «Зніча», був основним гравцем атакувальної ланки команди. У складі прушкувського «Зніча» був одним з головних бомбардирів команди, маючи середню результативність на рівні 0,58 голу за гру першості.

### «Лех»
Своєю грою за цю команду привернув увагу представників тренерського штабу познанського «Леха», до складу якого приєднався 2008 року. За нього клуб заплатив 1,5 млн польських злотих. В Екстраклясі дебютував 8 серпня 2008 року в домашньому матчі проти «Белхатува», у цій грі Левандовський забив гол на 67 хвилині у ворота Кшиштофа Козика. Також Роберт взяв участь у кваліфікації Кубка УЄФА 17 липня 2008 року в матчі проти азербайджанського «Хазар-Ланкаран», Левандовський забив єдиний гол на 75 хвилині у ворота Дмитра Крамаренка. Наступний матч «Лех» також виграв. У наступному раунді клуб грав зі швейцарським «Грассгоппером». Перший матч закінчився розгромною перемогою «Леха», Роберт відзначився дублем у ворота Елдіна Якуповича. Другий матч закінчився нічиєю. Після «Лех» також успішно пройшов австрійську «Аустрію» з Відня і пройшов до групового турніру. У груповому раунді «Лех» зайняв 3 місце, поступившись російському ЦСКА з Москви, іспанському «Депортіво» й випередивши французький «Нансі» і нідерландський «Феєнорд». Але в наступному раунді «Лех» поступився італійському «Удінезе». У грудні 2008 року польський тижневик «Piłka Nożna» (з польськ. — «Футбол») назвав Роберта відкриттям року.
У сезоні 2008—2009 «Лех» зайняв 3-тє місце в Чемпіонаті Польщі, поступившись варшавській «Легії» та краківській «Віслі». Левандовський став другим бомбардиром забив 14 м'ячів, поступившись Павлу Брожекові і Такесуре Чіньямі, які забили по 19 м'ячів. Також «Лех» виграв Кубок Польщі, обігравши у фіналі хожувський «Рух». 25 липня 2009 року в матчі за Суперкубок Польщі в Любіні проти краківської «Вісли» Роберт забив перший гол на 9 хвилині.
Роберт Левандовський звернув на себе увагу європейських клубів, ним цікавилися ЦСКА, «Вест Бромвіч Альбіон», «Боруссія» (Дортмунд), «Феєноорд», «Зеніт» і «Шахтар» (Донецьк).
У грудні 2009 року польське видання «Piłka Nożna» визнала Роберта Левандовського найкращим гравцем Чемпіонату Польщі.

### «Боруссія» (Дортмунд)
До складу клубу «Боруссія» (Дортмунд) приєднався 2010 року. За два перші сезони у Дортмунді встиг відіграти за новий клуб 67 матчів у національному чемпіонаті та допомогти команді двічі поспіль вибороти титул чемпіонів Німеччини.
Найбільшим досягненням Роберта за Дортмунд був покер проти мадридського «Реала» в півфіналі Ліги Чемпіонів УЄФА, який закінчився з рахунком 4-1 на користь дортмундської «Боруссії». Хоч «Реал» у себе на домашньому стадіоні «Саньтяґо Бернабеу» переміг із рахунком 2-0, цього мадридцям було недостатньо для проходу у фінал і дортмундці пройшли далі. Хоч у фіналі вони програли мюнхенській «Баварії» (2-1), про подвиг «Боруссії» запам'ятали всі.

### «Баварія» (Мюнхен)
4 січня 2014 року офіційно підписав п'ятирічний контракт з мюнхенською «Баварією». Угода набула чинності 1 липня 2014 року, після закінчення його контракту з «Боруссією». 9 липня 2014 року на базі клубу відбулася його офіційна презентація як гравця команди, він отримав футболку під номером «9». У першому ж матчі проти «Дуйсбурга» відкрив рахунок своїм голам за новий клуб.
22 вересня 2015 року встановив рекорд для провідних чемпіонатів Європи (Англія, Німеччина, Іспанія, Італія, Франція), забивши у ворота «Вольфсбурга» 5 голів з гри за 9 хвилин (51', 52', 55', 57', 60') (результат матчу — 5:1). Левандовський став обличчям популярної комп'ютерної гри FIFA 10 в Польщі разом з англійцем Вейном Руні. Роберт отримав одразу чотири сертифікати: за найшвидший хет-трик (3 хвилини і 22 секунди), покер (5 хвилин 42 секунди) та пента-трик (8 хвилин і 59 секунд), а також як рекордсмен за кількістю голів в одному матчі Бундесліги після виходу на заміну (5). 2016 року став першим легіонером у Бундеслізі, який забив 30 голів за сезон.
26 серпня 2016 року поляк відкрив рахунок своїм голам у новому сезоні вже в матчі 1-го туру чемпіонату Німеччини проти бременського «Вердера», тричі вразивши ворота суперника (6:0).
2016 року Роберт Левандовський подовжив контракт з «Баварією» на 5 років до 2021 року.

### «Барселона»
У серпні 2022 року став гравцем ФК Барселона, отримавши номер 9. 5 листопада 2022 в матчі з «Альмерією» на «Камп Ноу», який був прощальною грою Жерара Піке, не забив пенальті.

## Виступи за збірні
У 2008 році залучався до складу молодіжної збірної Польщі. На молодіжному рівні зіграв у 3 офіційних матчах.
У тому ж році дебютував в офіційних матчах у складі національної збірної Польщі. Нині провів у формі головної команди країни 121 матч, забивши 67 голів.

## Особисте життя
Родом із спортивної сім'ї. Батько Роберта — Кшиштоф — був чемпіоном країни з дзюдо, виступав за ФК «Гутник» з Варшави. Мама — Івона — колишня волейболістка, що виступала за варшавський клуб АЗС. І сестра, до речі, теж пішла в професійний спорт. Вона виступала за збірну U-21 з волейболу. Протягом довгого часу Роберт зустрічався з польською каратисткою Анною Стахурською, а 22 червня 2013 року пара одружилася. У грудні 2016 року пара повідомила, що чекають дитину. 4 травня 2017 року в пари народилась донька Кляра, а друга дочка, Лора, народилася у 2020 році.

## Статистика

### Статистика клубних виступів
Станом на 14 травня 2022 року
| Сезон                | Команда               | Чемпіонат            | Чемпіонат | Чемпіонат | Національний кубок | Національний кубок | Національний кубок | Континентальні кубки | Континентальні кубки | Континентальні кубки | Інші змагання | Інші змагання | Інші змагання | Усього | Усього |
| Сезон                | Команда               | Т                    | І         | Г         | Т                  | І                  | Г                  | Т                    | І                    | Г                    | Т             | І             | Г             | І      | Г      |
| -------------------- | --------------------- | -------------------- | --------- | --------- | ------------------ | ------------------ | ------------------ | -------------------- | -------------------- | -------------------- | ------------- | ------------- | ------------- | ------ | ------ |
| 2006–07              | «Зніч» (Прушкув)      | Д-3                  | 27        | 15        | КП                 | 5                  | 2                  | КУ                   | 0                    | 0                    | -             | -             | -             | 32     | 17     |
| 2007–08              | «Зніч» (Прушкув)      | Д-2                  | 32        | 21        | КП                 | 2                  | 0                  | -                    | -                    | -                    | -             | -             | -             | 34     | 21     |
| Усього за «Зніч»     | Усього за «Зніч»      | Усього за «Зніч»     | 59        | 36        |                    | 7                  | 2                  |                      | -                    | -                    |               | -             | -             | 66     | 38     |
| 2008–09              | «Лех» (Познань)       | Д-1                  | 30        | 14        | КП                 | 6                  | 2                  | КУ                   | 12                   | 4                    | -             | -             | -             | 48     | 20     |
| 2009–10              | «Лех» (Познань)       | Д-1                  | 28        | 18        | КП                 | 1                  | 0                  | ЛЄ                   | 4                    | 2                    | СП            | 1             | 1             | 34     | 21     |
| Усього за «Лех»      | Усього за «Лех»       | Усього за «Лех»      | 58        | 32        |                    | 7                  | 2                  |                      | 16                   | 6                    |               | 1             | 1             | 82     | 41     |
| 2010–11              | «Боруссія» (Дортмунд) | Д-1                  | 33        | 8         | КН                 | 2                  | 0                  | ЛЄ                   | 8                    | 1                    | -             | -             | -             | 43     | 9      |
| 2011–12              | «Боруссія» (Дортмунд) | Д-1                  | 34        | 22        | КН                 | 6                  | 7                  | ЛЧ                   | 6                    | 1                    | СН            | 1             | 0             | 47     | 30     |
| 2012–13              | «Боруссія» (Дортмунд) | Д-1                  | 31        | 24        | КН                 | 4                  | 1                  | ЛЧ                   | 13                   | 10                   | СН            | 1             | 1             | 49     | 36     |
| 2013–14              | «Боруссія» (Дортмунд) | Д-1                  | 33        | 20        | КН                 | 5                  | 2                  | ЛЧ                   | 9                    | 6                    | СН            | 1             | 0             | 48     | 28     |
| Усього за «Боруссію» | Усього за «Боруссію»  | Усього за «Боруссію» | 131       | 74        |                    | 17                 | 10                 |                      | 36                   | 18                   |               | 3             | 1             | 187    | 103    |
| 2014–15              | «Баварія»             | Д-1                  | 31        | 17        | КН                 | 5                  | 2                  | ЛЧ                   | 12                   | 6                    | СН            | 1             | 0             | 49     | 25     |
| 2015–16              | «Баварія»             | Д-1                  | 32        | 30        | КН                 | 6                  | 3                  | ЛЧ                   | 12                   | 9                    | СН            | 1             | 0             | 51     | 42     |
| 2016–17              | «Баварія»             | Д-1                  | 33        | 30        | КН                 | 4                  | 5                  | ЛЧ                   | 9                    | 8                    | СН            | 1             | 0             | 47     | 43     |
| 2017–18              | «Баварія»             | Д-1                  | 19        | 18        | КН                 | 3                  | 2                  | ЛЧ                   | 5                    | 3                    | СН            | 1             | 1             | 28     | 24     |
| 2018–19              | «Баварія»             | Д-1                  | 33        | 22        | КН                 | 5                  | 7                  | ЛЧ                   | 8                    | 8                    | СН            | 1             | 3             | 47     | 40     |
| 2019–20              | «Баварія»             | Д-1                  | 31        | 34        | КН                 | 5                  | 6                  | ЛЧ                   | 10                   | 15                   | СН            | 1             | 0             | 47     | 55     |
| 2020–21              | «Баварія»             | Д-1                  | 29        | 41        | КН                 | 1                  | 0                  | ЛЧ                   | 6                    | 5                    | СН+СУ+КЧС     | 1+1+2         | 0+0+2         | 40     | 48     |
| 2021–22              | «Баварія»             | Д-1                  | 34        | 35        | КН                 | 1                  | 0                  | ЛЧ                   | 10                   | 13                   | СН            | 1             | 2             | 46     | 50     |
| Усього за «Баварію»  | Усього за «Баварію»   | Усього за «Баварію»  | 253       | 238       |                    | 33                 | 29                 |                      | 78                   | 69                   |               | 11            | 8             | 375    | 344    |
| Усього за кар'єру    | Усього за кар'єру     | Усього за кар'єру    | 501       | 380       |                    | 64                 | 43                 |                      | 130                  | 93                   |               | 15            | 10            | 710    | 526    |

### Статистика виступів за збірну
станом на 14 червня 2022 року
| Дата       | Місто                      | Господарі          | Результат               | Гості                | Турнір                             | Голи | Примітки       |
| ---------- | -------------------------- | ------------------ | ----------------------- | -------------------- | ---------------------------------- | ---- | -------------- |
| 10/09/2008 | Серравалле                 | Сан-Марино         | 0 – 2                   | Польща               | Відбір до ЧС 2010                  | 1    |                |
| 11/10/2008 | Хожув                      | Польща             | 2 – 1                   | Чехія                | Відбір до ЧС 2010                  | -    |                |
| 15/10/2008 | Братислава                 | Словаччина         | 2 – 1                   | Польща               | Відбір до ЧС 2010                  | -    |                |
| 19/11/2008 | Дублін                     | Ірландія           | 2 – 3                   | Польща               | товариський матч                   | 1    |                |
| 11/02/2009 | Віла-Реал-де-Санту-Антоніу | Уельс              | 0 – 1                   | Польща               | товариський матч                   | -    |                |
| 28/03/2009 | Белфаст                    | Північна Ірландія  | 3 – 2                   | Польща               | Відбір до ЧС 2010                  | -    |                |
| 01/04/2009 | Кельці                     | Польща             | 10 – 0                  | Сан-Марино           | Відбір до ЧС 2010                  | 1    |                |
| 06/06/2009 | Йоганнесбург               | ПАР                | 1 – 0                   | Польща               | товариський матч                   | -    |                |
| 09/06/2009 | Кейптаун                   | Ірак               | 1 – 1                   | Польща               | товариський матч                   | -    |                |
| 12/08/2009 | Бидгощ                     | Польща             | 2 – 0                   | Греція               | товариський матч                   | -    |                |
| 05/09/2009 | Хожув                      | Польща             | 1 – 1                   | Північна Ірландія    | Відбір до ЧС 2010                  | -    |                |
| 09/09/2009 | Марибор                    | Словенія           | 3 – 0                   | Польща               | Відбір до ЧС 2010                  | -    |                |
| 10/10/2009 | Прага                      | Чехія              | 2 – 0                   | Польща               | Відбір до ЧС 2010                  | -    |                |
| 14/10/2009 | Хожув                      | Польща             | 0 – 1                   | Словаччина           | Відбір до ЧС 2010                  | -    |                |
| 14-11-2009 | Варшава                    | Польща             | 0 – 1                   | Румунія              | товариський матч                   | -    | 16' 70'        |
| 18-11-2009 | Бидгощ                     | Польща             | 1 – 0                   | Канада               | товариський матч                   | -    |                |
| 17-01-2010 | Накхонратчасіма            | Данія              | 3 – 1                   | Польща               | Кубок короля                       | -    |                |
| 20-01-2010 | Накхонратчасіма            | Польща             | 3 – 1                   | Таїланд              | Кубок короля                       | -    | 90'            |
| 23-01-2010 | Накхонратчасіма            | Польща             | 6 – 1                   | Сінгапур             | Кубок короля                       | 2    | 46'            |
| 03-03-2010 | Варшава                    | Польща             | 2 – 0                   | Болгарія             | товариський матч                   | 1    | 74'            |
| 29-05-2010 | Кельці                     | Польща             | 0 – 0                   | Фінляндія            | товариський матч                   | -    | 90'            |
| 02-06-2010 | Куфштайн                   | Сербія             | 0 – 0                   | Польща               | товариський матч                   | -    | 90'            |
| 08-06-2010 | Мурсія                     | Іспанія            | 6 – 0                   | Польща               | товариський матч                   | -    | 67'            |
| 11-08-2010 | Щецин                      | Польща             | 0 – 3                   | Камерун              | товариський матч                   | -    |                |
| 04-09-2010 | Лодзь                      | Польща             | 1 – 1                   | Україна              | товариський матч                   | -    | 64'            |
| 07-09-2010 | Краків                     | Польща             | 1 – 2                   | Австралія            | товариський матч                   | 1    |                |
| 09-10-2010 | Чикаго                     | США                | 2 – 2                   | Польща               | товариський матч                   | -    |                |
| 12-10-2010 | Монреаль                   | Еквадор            | 2 – 2                   | Польща               | товариський матч                   | -    | 88'            |
| 17-11-2010 | Познань                    | Польща             | 3 – 1                   | Кот-д'Івуар          | товариський матч                   | 2    | 85'            |
| 09-02-2011 | Фару                       | Польща             | 1 – 0                   | Норвегія             | товариський матч                   | 1    |                |
| 25-03-2011 | Каунас                     | Литва              | 2 – 0                   | Польща               | товариський матч                   | -    | 74'            |
| 29-03-2011 | Лариса                     | Греція             | 0 – 0                   | Польща               | товариський матч                   | -    | 83'            |
| 05-06-2011 | Варшава                    | Польща             | 2 – 1                   | Аргентина            | товариський матч                   | -    | 28' 90'        |
| 09-06-2011 | Варшава                    | Польща             | 0 – 1                   | Франція              | товариський матч                   | -    |                |
| 10-08-2011 | Любін                      | Польща             | 1 – 0                   | Грузія               | товариський матч                   | -    | 60'            |
| 06-09-2011 | Гданськ                    | Польща             | 2 – 2                   | Німеччина            | товариський матч                   | 1    | 80'            |
| 07-10-2011 | Сеул                       | Південна Корея     | 2 – 2                   | Польща               | товариський матч                   | 1    | 67'            |
| 11-10-2011 | Вісбаден                   | Польща             | 2 – 0                   | Білорусь             | товариський матч                   | 1    | 59'            |
| 11-11-2011 | Вроцлав                    | Польща             | 0 – 2                   | Італія               | товариський матч                   | -    |                |
| 15-11-2011 | Познань                    | Польща             | 2 – 1                   | Угорщина             | товариський матч                   | -    | 66'            |
| 26-05-2012 | Клагенфурт-ам-Вертерзе     | Польща             | 1 – 0                   | Словаччина           | товариський матч                   | -    | 46'            |
| 02-06-2012 | Варшава                    | Польща             | 4 – 0                   | Андорра              | товариський матч                   | 1    | 58'            |
| 08-06-2012 | Варшава                    | Польща             | 1 – 1                   | Греція               | ЧЄ 2012 - 1-й етап                 | 1    |                |
| 12-06-2012 | Варшава                    | Польща             | 1 – 1                   | Росія                | ЧЄ 2012 - 1-й етап                 | -    | 60'            |
| 16-06-2012 | Вроцлав                    | Чехія              | 1 – 0                   | Польща               | ЧЄ 2012 - 1-й етап                 | -    |                |
| 15-08-2012 | Таллінн                    | Естонія            | 1 – 0                   | Польща               | товариський матч                   | -    |                |
| 07-09-2012 | Подгориця                  | Чорногорія         | 2 – 2                   | Польща               | Відбір до ЧС 2014                  | -    | 90+2'          |
| 11-09-2012 | Вроцлав                    | Польща             | 2 – 0                   | Молдова              | Відбір до ЧС 2014                  | -    |                |
| 17-10-2012 | Варшава                    | Польща             | 1 – 1                   | Англія               | Відбір до ЧС 2014                  | -    |                |
| 14-11-2012 | Гданськ                    | Польща             | 1 – 3                   | Уругвай              | товариський матч                   | -    |                |
| 06-02-2013 | Дублін                     | Ірландія           | 2 – 0                   | Польща               | товариський матч                   | -    |                |
| 22-03-2013 | Варшава                    | Польща             | 1 – 3                   | Україна              | Відбір до ЧС 2014                  | -    |                |
| 26-03-2013 | Варшава                    | Польща             | 5 – 0                   | Сан-Марино           | Відбір до ЧС 2014                  | 2    |                |
| 07-06-2013 | Кишинів                    | Молдова            | 1 – 1                   | Польща               | Відбір до ЧС 2014                  | -    |                |
| 14-08-2013 | Гданськ                    | Польща             | 3 – 2                   | Данія                | товариський матч                   | -    | 36' 78'        |
| 06-09-2013 | Варшава                    | Польща             | 1 – 1                   | Чорногорія           | Відбір до ЧС 2014                  | 1    |                |
| 11-10-2013 | Харків                     | Україна            | 1 – 0                   | Польща               | Відбір до ЧС 2014                  | -    | 76'            |
| 15-10-2013 | Лондон                     | Англія             | 2 – 0                   | Польща               | Відбір до ЧС 2014                  | -    |                |
| 15-11-2013 | Варшава                    | Польща             | 0 – 2                   | Словаччина           | товариський матч                   | -    |                |
| 19-11-2013 | Познань                    | Польща             | 0 – 0                   | Ірландія             | товариський матч                   | -    | 59'            |
| 06-06-2014 | Гданськ                    | Польща             | 2 – 1                   | Литва                | товариський матч                   | 1    | кап.           |
| 07-09-2014 | Фару                       | Гібралтар          | 0 – 7                   | Польща               | Відбір до ЧЄ 2016                  | 4    | кап.           |
| 11-10-2014 | Варшава                    | Польща             | 2 – 0                   | Німеччина            | Відбір до ЧЄ 2016                  | -    | кап. 56'       |
| 14-10-2014 | Варшава                    | Польща             | 2 – 2                   | Шотландія            | Відбір до ЧЄ 2016                  | -    | кап.           |
| 14-11-2014 | Тбілісі                    | Грузія             | 0 – 4                   | Польща               | Відбір до ЧЄ 2016                  | -    | кап.           |
| 18-11-2014 | Вроцлав                    | Польща             | 2 – 2                   | Швейцарія            | товариський матч                   | -    | кап. 63'       |
| 29-03-2015 | Дублін                     | Ірландія           | 1 – 1                   | Польща               | Відбір до ЧЄ 2016                  | -    | кап.           |
| 13-06-2015 | Варшава                    | Польща             | 4 – 0                   | Грузія               | Відбір до ЧЄ 2016                  | 3    | кап.           |
| 04-09-2015 | Франкфурт-на-Майні         | Німеччина          | 3 – 1                   | Польща               | Відбір до ЧЄ 2016                  | 1    | кап.           |
| 07-09-2015 | Варшава                    | Польща             | 8 – 1                   | Гібралтар            | Відбір до ЧЄ 2016                  | 2    | кап. 66'       |
| 08-10-2015 | Глазго                     | Шотландія          | 2 – 2                   | Польща               | Відбір до ЧЄ 2016                  | 2    | кап.           |
| 11-10-2015 | Варшава                    | Польща             | 2 – 1                   | Ірландія             | Відбір до ЧЄ 2016                  | 1    | кап.           |
| 13-11-2015 | Варшава                    | Польща             | 4 – 2                   | Ісландія             | товариський матч                   | 2    | кап. 89'       |
| 23-3-2016  | Познань                    | Польща             | 1 – 0                   | Сербія               | товариський матч                   | -    | кап. 73'       |
| 26-3-2016  | Вроцлав                    | Польща             | 5 – 0                   | Фінляндія            | товариський матч                   | -    | 63'            |
| 1-6-2016   | Гданськ                    | Польща             | 1 – 2                   | Нідерланди           | товариський матч                   | -    | кап. 63' 67'   |
| 12-6-2016  | Ніцца                      | Польща             | 1 – 0                   | Північна Ірландія    | ЧЄ 2016 - 1-й етап                 | -    | кап.           |
| 16-6-2016  | Сен-Дені                   | Німеччина          | 0 – 0                   | Польща               | ЧЄ 2016 - 1-й етап                 | -    | кап.           |
| 21-6-2016  | Марсель                    | Україна            | 0 – 1                   | Польща               | ЧЄ 2016 - 1-й етап                 | -    | кап.           |
| 25-6-2016  | Сент-Етьєн                 | Швейцарія          | 1 – 1 д.ч. (4 – 5 п.п.) | Польща               | ЧЄ 2016 - 1/8 фіналу               | -    | кап.           |
| 30-6-2016  | Марсель                    | Польща             | 1 – 1 д.ч. (3 – 5 п.п.) | Португалія           | ЧЄ 2016 - чвертьфінал              | 1    | кап.           |
| 4-9-2016   | Астана                     | Казахстан          | 2 – 2                   | Польща               | Відбір до ЧС 2018                  | 1    | кап. 18'       |
| 8-10-2016  | Варшава                    | Польща             | 3 – 2                   | Данія                | Відбір до ЧС 2018                  | 3    | кап.           |
| 11-10-2016 | Варшава                    | Польща             | 2 – 1                   | Вірменія             | Відбір до ЧС 2018                  | 1    | кап.           |
| 11-11-2016 | Бухарест                   | Румунія            | 0 – 3                   | Польща               | Відбір до ЧС 2018                  | 2    | кап.           |
| 26-3-2017  | Подгориця                  | Чорногорія         | 1 – 2                   | Польща               | Відбір до ЧС 2018                  | 1    | кап.           |
| 10-6-2017  | Варшава                    | Польща             | 3 – 1                   | Румунія              | Відбір до ЧС 2018                  | 3    | кап.           |
| 1-9-2017   | Копенгаген                 | Данія              | 4 – 0                   | Польща               | Відбір до ЧС 2018                  | -    | кап.           |
| 4-9-2017   | Варшава                    | Польща             | 3 – 0                   | Казахстан            | Відбір до ЧС 2018                  | 1    | кап.           |
| 5-10-2017  | Єреван                     | Вірменія           | 1 – 6                   | Польща               | Відбір до ЧС 2018                  | 3    | кап.           |
| 8-10-2017  | Варшава                    | Польща             | 4 – 2                   | Чорногорія           | Відбір до ЧС 2018                  | 1    | кап.           |
| 23-3-2018  | Вроцлав                    | Польща             | 0 – 1                   | Нігерія              | товариський матч                   | -    | кап. 67'       |
| 27-3-2018  | Варшава                    | Польща             | 3 – 2                   | Південна Корея       | товариський матч                   | 1    | кап. 46'       |
| 8-6-2018   | Познань                    | Польща             | 2 – 2                   | Чилі                 | товариський матч                   | 1    | кап. 74'       |
| 12-6-2018  | Варшава                    | Польща             | 4 – 0                   | Литва                | товариський матч                   | 2    | кап. 46'       |
| 19-6-2018  | Москва                     | Польща             | 1 – 2                   | Сенегал              | ЧС 2018 - 1º тур                   | -    | кап.           |
| 24-6-2018  | Казань                     | Польща             | 0 – 3                   | Колумбія             | ЧС 2018 - 1º тур                   | -    | кап.           |
| 28-6-2018  | Волгоград                  | Японія             | 0 – 1                   | Польща               | ЧС 2018 - 1º тур                   | -    | кап.           |
| 7-9-2018   | Болонья                    | Італія             | 1 – 1                   | Польща               | Ліга націй УЄФА 2018—2019 - 1º тур | -    | кап. 100º матч |
| 11-10-2018 | Хожув                      | Польща             | 2 – 3                   | Португалія           | Ліга націй УЄФА 2018—2019 - 1º тур | -    | кап.           |
| 14-10-2018 | Хожув                      | Польща             | 0 – 1                   | Італія               | Ліга націй УЄФА 2018—2019 - 1º тур | -    | кап.           |
| 15-11-2018 | Гданськ                    | Польща             | 0 – 1                   | Чехія                | товариський матч                   | -    | кап.           |
| 21-3-2019  | Відень                     | Австрія            | 0 – 1                   | Польща               | Відбір до ЧЄ 2020                  | -    | кап.           |
| 24-3-2019  | Варшава                    | Польща             | 2 – 0                   | Латвія               | Відбір до ЧЄ 2020                  | 1    | кап.           |
| 7-6-2019   | Скоп'є                     | Північна Македонія | 0 – 1                   | Польща               | Відбір до ЧЄ 2020                  | -    | кап.           |
| 10-6-2019  | Варшава                    | Польща             | 4 – 0                   | Ізраїль              | Відбір до ЧЄ 2020                  | 1    | кап.           |
| 6-9-2019   | Любляна                    | Словенія           | 2 – 0                   | Польща               | Відбір до ЧЄ 2020                  | -    | кап.           |
| 9-9-2019   | Варшава                    | Польща             | 0 – 0                   | Австрія              | Відбір до ЧЄ 2020                  | -    | кап.           |
| 10-10-2019 | Рига                       | Латвія             | 0 – 3                   | Польща               | Відбір до ЧЄ 2020                  | 3    | кап.           |
| 13-10-2019 | Варшава                    | Польща             | 2 – 0                   | Північна Македонія   | Відбір до ЧЄ 2020                  | -    | кап.           |
| 16-11-2019 | Єрусалим                   | Ізраїль            | 1 – 2                   | Польща               | Відбір до ЧЄ 2020                  | -    | 63'            |
| 19-11-2019 | Варшава                    | Польща             | 3 – 2                   | Словенія             | Відбір до ЧЄ 2020                  | 1    | кап.           |
| 11-10-2020 | Гданськ                    | Польща             | 0 – 0                   | Італія               | Ліга націй УЄФА 2020—2021 - 1º тур | -    | кап. 82'       |
| 14-10-2020 | Вроцлав                    | Польща             | 3 – 0                   | Боснія і Герцеговина | Ліга націй УЄФА 2020—2021 - 1º тур | 2    | кап. 58'       |
| 15-11-2020 | Реджо-нель-Емілія          | Італія             | 2 – 0                   | Польща               | Ліга націй УЄФА 2020—2021 - 1º тур | -    | кап.           |
| 18-11-2020 | Хожув                      | Польща             | 1 – 2                   | Нідерланди           | Ліга націй УЄФА 2020—2021 - 1º тур | -    | кап. 46'       |
| 25-3-2021  | Будапешт                   | Угорщина           | 3 – 3                   | Польща               | Відбір до ЧС 2022                  | 1    | кап.           |
| 28-3-2021  | Варшава                    | Польща             | 3 – 0                   | Андорра              | Відбір до ЧС 2022                  | 2    | кап. 63'       |
| 8-6-2021   | Познань                    | Польща             | 2 – 2                   | Ісландія             | товариський матч                   | -    | кап. 81'       |
| 14-6-2021  | Санкт-Петербург            | Польща             | 1 – 2                   | Словаччина           | ЧЄ 2020 - 1º тур                   | -    | кап.           |
| 19-6-2021  | Севілья                    | Іспанія            | 1 – 1                   | Польща               | ЧЄ 2020 - 1º тур                   | 1    | кап. 90+3'     |
| 23-6-2021  | Санкт-Петербург            | Швеція             | 3 – 2                   | Польща               | ЧЄ 2020 - 1º тур                   | 2    | кап.           |
| 2-9-2021   | Варшава                    | Польща             | 4 – 1                   | Албанія              | Відбір до ЧС 2022                  | 1    | кап.           |
| 5-9-2021   | Серравалле-Скривія         | Сан-Марино         | 1 – 7                   | Польща               | Відбір до ЧС 2022                  | 2    | кап.           |
| 8-9-2021   | Варшава                    | Польща             | 1 – 1                   | Англія               | Відбір до ЧС 2022                  | -    | кап.           |
| 9-10-2021  | Варшава                    | Польща             | 5 – 0                   | Сан-Марино           | Відбір до ЧС 2022                  | -    | кап. 66'       |
| 12-10-2021 | Тирана                     | Албанія            | 0 – 1                   | Польща               | Відбір до ЧС 2022                  | -    | кап.           |
| 12-11-2021 | Андорра-ла-Велья           | Андорра            | 1 – 4                   | Польща               | Відбір до ЧС 2022                  | 2    | кап.           |
| 29-3-2022  | Хожув                      | Польща             | 2 – 0                   | Швеція               | Відбір до ЧС 2022                  | 1    | кап. 77'       |
| 1-6-2022   | Вроцлав                    | Польща             | 2 – 1                   | Уельс                | Ліга націй УЄФА 2022—2023 - 1º тур | -    | кап.           |
| 8-6-2022   | Брюсель                    | Бельгія            | 6 – 1                   | Польща               | Ліга націй УЄФА 2022—2023 - 1º тур | 1    | кап. 70'       |
| 14-6-2022  | Варшава                    | Польща             | 0 – 1                   | Бельгія              | Ліга націй УЄФА 2022—2023 - 1º тур | -    | кап.           |
| 22-9-2022  | Варшава                    | Польща             | 0 – 2                   | Нідерланди           | Ліга націй УЄФА 2022—2023 - 1º тур | -    | cap.           |
| 25-9-2022  | Кардіфф                    | Уельс              | 0 – 1                   | Польща               | Ліга націй УЄФА 2022—2023 - 1º тур | -    | cap.           |
| 22-11-2022 | Доха                       | Мексика            | 0 – 0                   | Польща               | ЧС 2022 - 1º тур                   | -    | кап.           |
| 26-11-2022 | Ер-Раян                    | Польща             | 2 – 0                   | Саудівська Аравія    | ЧС 2022 - 1º тур                   | 1    | кап.           |
| 30-11-2022 | Доха                       | Польща             | 0 – 2                   | Аргентина            | ЧС 2022 - 1º тур                   | -    | кап.           |
| 4-12-2022  | Доха                       | Франція            | 3 – 1                   | Польща               | ЧС 2022 - Ottavi di finale         | 1    | кап.           |
| Усього     |                            | Матчів (1 місце)   | 138                     |                      | Голів (1 місце)                    | 78   |                |

## Титули і досягнення

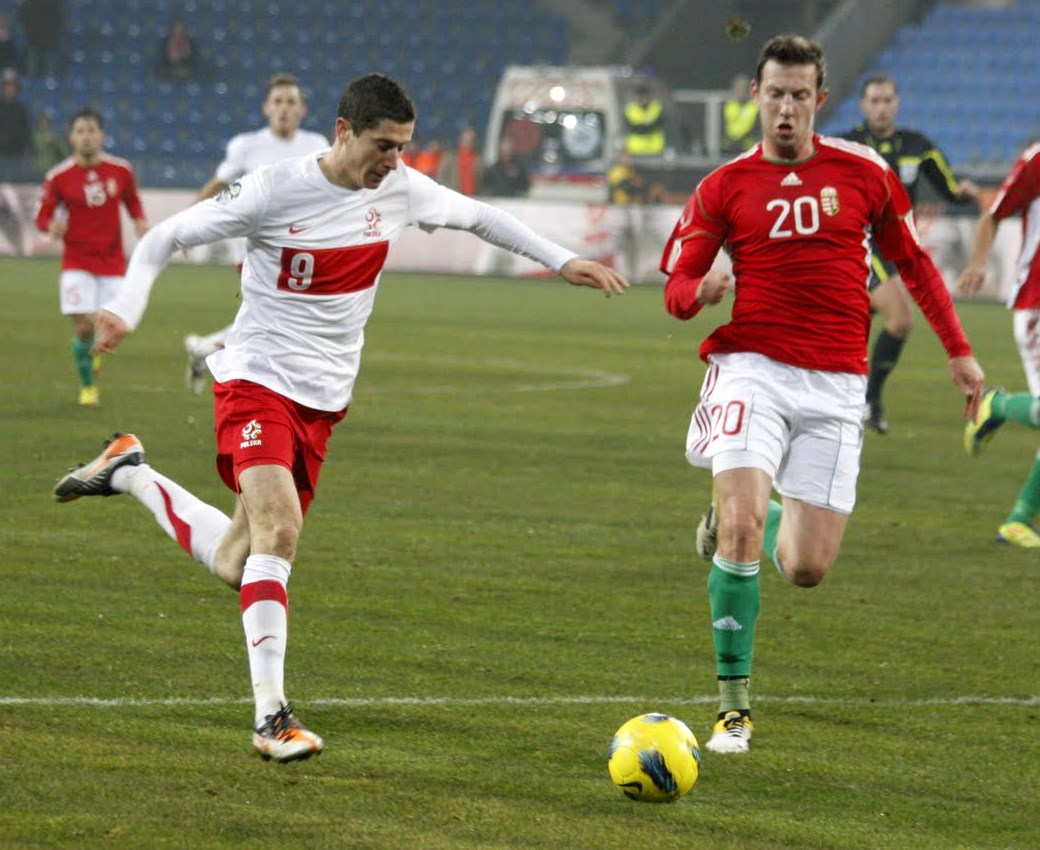
На передньому плані Роберт Левандовський і Акош Елек (2011 рік).

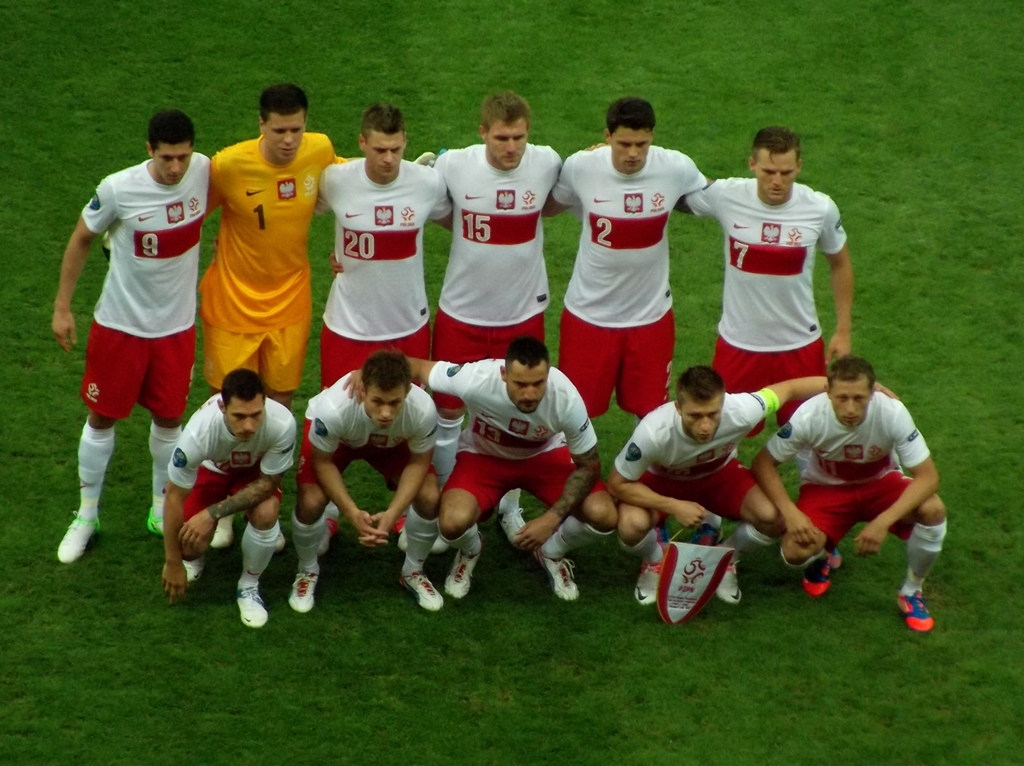
Збірна Польщі на чемпіонаті Європи 2012 року.

### Командні
- Чемпіон Польщі (1):

«Лех»: 2010
- Володар Кубка Польщі (1):

«Лех»: 2009
- Володар Суперкубка Польщі (1):

«Лех»: 2009
- Чемпіон Німеччини (10):

«Боруссія» Д: 2011, 2012
«Баварія»: 2015, 2016, 2017, 2018, 2019, 2020, 2021, 2022
- Володар Кубка Німеччини (4):

«Боруссія» Д: 2012
«Баварія»: 2016, 2019, 2020
- Володар Суперкубка Німеччини (6):

«Боруссія» Д: 2013
«Баварія»: 2016, 2017, 2018, 2020, 2021
- Переможець Ліги чемпіонів УЄФА (1):

«Баварія»: 2020
- Переможець Суперкубка УЄФА (1):

«Баварія»: 2020
- Переможець Клубного чемпіонату світу (1):

«Баварія»: 2020
- Чемпіон Іспанії (2):

«Барселона»: 2023, 2025
- Переможець Суперкубка Іспанії (2):

«Барселона»: 2022, 2024
- Володар Кубка Іспанії (1):

«Барселона»: 2025

### Особисті
- Футболіст року в Німеччині (2): 2020, 2021
- Найкращий бомбардир чемпіонату Польщі: 2010 (18 голів)
- Найкращий бомбардир Бундесліги: 2014 (20 голів), 2016 (30 голів), 2018 (29 голів), 2019 (22 голи), 2020 (34 голи), 2021 (41 гол), 2022 (35 голів)
- Найкращий бомбардир Ла-Ліги: 2023 (23 голи)
- Найкращий гравець сезону Бундесліги: 2016/17, 2019/20
- Команда сезону Бундесліги: 2012/2013, 2013/2014, 2014/2015, 2015/2016, 2016/17, 2017/2018, 2018/2019, 2019/20, 2020/21
- Найкращий гравець місяця Бундесліги: серпень 2019, жовтень 2020
- Найкращий гол місяця Бундесліги: березень 2019, серпень 2019, травень 2021
- Найкращий бомбардир Ліги чемпіонів УЄФА: 2019/20 (15 м'ячів)
- Найкращий асистент Ліги чемпіонів УЄФА: 2019/20 (6 пасів)
- Найкращий нападник Ліги чемпіонів УЄФА: 2019/20
- Команда сезону в Лізі чемпіонів УЄФА: 2015/16, 2016/17, 2019/20, 2020/21
- Найкращий футболіст Польщі: 2011, 2012, 2013, 2014, 2015, 2016, 2017, 2018, 2019, 2020, 2021
- Найкращий спортсмен Польщі: 2015, 2020, 2021
- Найкращий бомбардир серед легіонерів за кількість голів за один клуб у Бундеслізі[28]
- Найкращим бомбардиром Бундесліги серед легіонерів: 196[29]
- Автор бомбардирського рекорду Бундесліги — забивав у 11 матчах поспіль[30]
- Рекордні три рази поспіль визнавався найкращим гравцем місяця в «Баварії»[31]
- Найкращий футболіст року за версією ФІФА: 2020[32], 2021
- Володар Золотого бутса: 2021 (41 гол)

Золотий м'яч
- 2 — 2021
- 4 — 2015
- 8 — 2019
- 9 — 2017
- 13 — 2013
- 16 — 2016